# هدستاندر
هدستاندر (بالإنجليزية: Headstander)‏ هي أي نوع من الأسماك التي موطنها هو أمريكا الجنوبية ومن أنواعها سمكة (Anostomus anostomus) وسمكة (Anostomus ternetzi). اشتق اسمها من طريقتها في السباحة حيث تسبح بزاوية 45 درجة ورأسها للاسفل كما لو أنها تقف على رأسها.

## الوصف
تعتبر هذه السمكة  كبيرة الحجم إلى حد ما. توجد غالبًا في المياه الضحلة ذات التيارات القوية وتتغذى على الطحالب. موطنها هو أمريكا الجنوبية وتفضل الماء الحمضي قليلاً  ي. يصل طولها إلى حوالي 4 3/4 بوصات وهي نشيطة للغاية. حساسة للغاية للظلال ، تحب القفز ، وتميل إلى أن تكون عدوانية قليلاً. تكون أكثر آمانا عند الاحتفاظ بها كسمكة واحدة أو في مجموعات تتكون من أكثر من 6 سمكات. 